# 直縫短角群
直縫短角群（ちょくほうたんかくぐん、Orthorrhaphous）あるいは直縫群は、ハエ目（双翅目）・短角亜目（ハエ亜目）に属する昆虫のうち、単系統群である環縫短角群（ハエ）を除外したものの総体、つまり側系統群であり、いわゆる広義のアブ（虻）である。

## 生活史
完全変態であり、蛹のステージを経由する。

## 分類

### Xylophagomorpha
- Xylophagoidea
  - クサアブ科 Coenomyiidae

### アブ下目 Tabanomorpha
- アブ上科 Tabanoidea
  - シギアブ科 Rhagionidae
  - ナガレアブ科 Athericidae
  - アブ科 Tabanidae : アカウシアブ、ヤマトアブ、ウシアブなど。
  - アナアブ科 Vermileonidae
- ミズアブ上科 Stratiomyioidea
  - ミズアブ科 Stratiomyidae : コウカアブ、アメリカミズアブなど。

### ムシヒキアブ下目 Asilomorpha
- Nemestrinoidea
  - コガシラアブ科 Acroceridae : セダカコガシラアブなど。
- ムシヒキアブ上科 Asiloidea
  - ツリアブ科 Bombyliidae : ビロウドツリアブ、クロバネツリアブなど。
  - ツルギアブ科 Therevidae
  - ムシヒキアブ科 Asilidae : オオイシアブ、アオメアブ、シオヤアブなど。
- オドリバエ上科 Empidoidea
  - オドリバエ科 Empididae
  - アシナガバエ科 Dolichopodidae